# Сейдаркрокюр
Сейдаркрокюр (ісл. Sauðárkrókur) — місто на півночі Ісландії. Адміністративний центр та найбільше місто регіону Нордурланд-Вестра та громади Скагафйордур. Важливий торговельний осередок регіону. Посідає 14 місце серед найбільших міст країни.

## Історія
1856 року на місці теперішнього міста було засновано торговий пост, де купцям дозволялося торгувати з кораблів. Історія ж поселення починається 1871 року. Першим постійним поселенцем був коваль Арні Арнасон, що разом із дружуною та дітьми оселився в цьому місці, щоб обслуговувати фермерів, які поступово освоювали цей край. Окрім ковальства, Арні почав продавати також алкогольні напої. Ця справа виявилася успішною і Арні заробив прізвисько «Árni Vert», тобто «шинкар Арні».
1873 року у поселенні оселився перший купець, другий будинок збудував крамар Ерлендур Халлсон.
1900 року у поселенні вже мешкало близько 400 осіб, це вже було посноцінне село із лікарнею, школою та церквою.

## Сьогодення
Місто та навколишній регіон обслуговується однойменним аеропортом Сейдаркрокюр. З 2004 року у містечку функціонує стадіон. У регіоні добре розвинені рибальство та молочне тваринництво. Містечко також є важливим центром ісландського конярства.

## Відомі уродженці
- Ейолфюр Сверіссон